# یواس‌ان‌اس سرجوخه خوزه اف والدز (تی-ای‌جی-۱۶۹)
یواس‌ان‌اس سرجوخه خوزه اف والدز (تی-ای‌جی-۱۶۹) (به انگلیسی: USNS Private Jose F. Valdez (T-AG-169)) یک کشتی است که طول آن ۳۸۸ فوت ۸ اینچ (۱۱۸٫۴۷ متر) می‌باشد. این کشتی در سال ۱۹۴۴ ساخته شد.